# Selahattin Demirtaş
Selahattin Demirtaş (10. travnja 1973., Palo, Harput, Turska) kurdski je odvjetnik, pisac i političar koji je bio supredsjedatelj prokurdske Narodne demokratske stranke u Turskoj s Figenom Yüksekdağom od 2014. do 2018. godine. Uhićen je u studenom 2016. kao rezultat političke kampanje protiv kurdskih političara, a od tada se nalazi u zatvoru kao politički zatvorenik u zatvoru tipa F u Edirneu. Nakon predsjedničkih izbora u Turskoj 2023. godine najavio je odlazak s političke scene.